# Corso Vittorio Emanuele (Palermo)
El Càssaro (u cassaru en siciliano) o Corso Vittorio Emanuele es la calle más antigua de la ciudad de Palermo, Italia.

## Historia
La calle se trazó desde la misma creación de la ciudad por parte de los fenicios, y cortaba en dos partes el asentamiento uniendo el puerto original con la necrópolis situada a espaldas de la ciudad. En la época árabe se convirtió en el eje principal típico del urbanismo árabe, del cual salían ortogonalmente las varias calles secundarias o darbi, que luego se adentran en el territorio terminando en los aziqqa, los callejones ciegos típicos del centro histórico de la ciudad.
La modificación más importante de su trazado se realizó en la segunda mitad del siglo XVI, período en el cual la ciudad era la capital del virreinato español. El proyecto, probablemente definido en su totalidad desde el inicio pero ejecutado en diferentes fases, preveía la rectificación y el ensanchamiento de la calle hasta la Piazza della Marina. Las obras empezaron en 1567 con la autorización del virrey García de Toledo: se empezó por la rectificación de la fachada meridional hasta la Porta dei Patitelli, posteriormente se alcanzó la Piazza della Marina con una masiva obra de demoliciones, realizada en dos fases, y finalmente se rectificó de la fachada septentrional. El desarrollo de esta strada nuova fue apoyada activamente por la nobleza palermitana, que no solo contribuyó a su realización, sino que también creó espacios nuevos, como la Piazza Aragona (posteriormente Bologna, o dei Bologna, vulgarmente llamada Bologni) o la Piazza Pretoria. En 1577 las obras aún no estaban terminadas en su totalidad, y el proyecto original fue tergiversado totalmente en 1581 por el virrey Marcantonio Colonna, quien prolongó la calle hasta las murallas, abriéndola al mar con la Porta Felice.
En julio de 2015 el Ayuntamiento de Palermo procedió a una clausura parcial al tráfico de todo el eje hasta los Quattro Canti.

## Toponimia
El nombre de Cassaro deriva del antiguo nombre árabe al Qasr (la fortificada), ya que esta zona estaba fuertemente fortificada durante la dominación árabe. En la Edad Media también recibió el nombre de Via Marmorea o al balat en árabe, palabra que ha permanecido en el uso común siciliano para designar el mármol y el basolo. A finales del siglo XVI, período del virreinato, recibió el nombre de Via Toledo en honor al virrey García de Toledo, uno de los principales artífices de la rectificación de la calle. El nombre Cassaro se mantuvo durante un largo período, y solo tras la unificación italiana este nombre histórico se cambió por el de Corso Vittorio Emanuele, aunque se sigue utilizando su nombre antiguo en el uso común.

## Descripción
La calle se presenta perfectamente rectilínea desde la Porta Nuova en el interior hasta la Porta Felice casi en el mar, y presenta una ligera inclinación descendente hacia el mar. Durante todo su recorrido se encuentran muchas calles que confluyen en ella, pero solo dos la atraviesan, la Via Maqueda, en cuyo cruce forma los  Quattro Canti, y la Via Roma.

## Monumentos
La siguiente es una lista de algunos de los monumentos situados en la calle:
| Lado derecho                                      | Número        |                      | Número                               | Lado izquierdo                  |
| ------------------------------------------------- | ------------- | -------------------- | ------------------------------------ | ------------------------------- |
| Piazza Indipendenza                               |               |                      |                                      |                                 |
| Palazzo dei Normanni                              | Porta Nuova   | Porta Nuova          | Porta Nuova                          | Caserme Dalla Chiesa-Calatafimi |
| Piazza del Parlamento                             |               |                      | 475                                  | Caserme Dalla Chiesa-Calatafimi |
| Piazza della Vittoria (Villa Bonanno)             |               | 467                  | Facultad de Teología                 |                                 |
| Piazza della Vittoria (Villa Bonanno)             | 463           | Seminario arzobispal |                                      |                                 |
| Palazzo del Castillo                              | [ 5 ]         |                      | Palacio Arzobispal                   |                                 |
| Palazzo Asmundo                                   | 492           |                      | Catedral                             |                                 |
| Palazzo Imperatore                                | 484           |                      | Catedral                             |                                 |
| Palazzo Filangieri di Cutò                        | 474           |                      | Catedral                             |                                 |
| Palazzo La Grua di Carini                         | 462           |                      | Catedral                             |                                 |
| Palazzo Castrone-Santa Ninfa                      | 452           |                      |                                      |                                 |
|                                                   |               | [ 6 ]                | Palazzo Mango di Casalgerardo        |                                 |
|                                                   |               |                      | Chiesa di Santa Maria della Grotta   |                                 |
|                                                   |               | 429                  | Collegio Massimo dei Gesuiti         |                                 |
| Chiesa del Santissimo Salvatore                   |               | 417                  | Palazzo Colonna di Cesarò            |                                 |
| Palazzo Natoli                                    | [ 7 ]         |                      |                                      |                                 |
| Palazzo Airoldi                                   | 382           |                      |                                      |                                 |
| Palazzo Algaria                                   | [ 8 ]         |                      |                                      |                                 |
| Piazza Bologni (Monumento a Carlos V)             |               | 365                  | Palazzo Riso                         |                                 |
| Palazzo Pilo di Marineo                           | 316           | 327                  | Palazzo Tarallo della Miraglia       |                                 |
| Chiesa di San Giuseppe dei Teatini                |               |                      |                                      |                                 |
| Via Maqueda                                       | Quattro Canti | Quattro Canti        | Quattro Canti                        | Via Maqueda                     |
| Palazzo Bordonaro                                 | [ 9 ]         |                      |                                      |                                 |
| Palazzo Bonocore                                  | [ 9 ]         |                      |                                      |                                 |
|                                                   |               |                      | Chiesa di San Matteo al Cassaro      |                                 |
| Via Roma                                          |               |                      |                                      |                                 |
|                                                   |               |                      | 225                                  | Palazzo Tramontana Roccaforte   |
| Palazzo Termine d'Isnello                         | 204           |                      |                                      |                                 |
|                                                   |               | 187                  | Palazzo Vannucci di Balchino         |                                 |
| Palazzo Ventimiglia di Prades                     | 188           |                      |                                      |                                 |
|                                                   |               | 157                  | Palazzo Santa Margherita             |                                 |
|                                                   |               | 137                  | Palazzo Roccella                     |                                 |
|                                                   |               | 111                  | Palazzo Amari di S. Adriano          |                                 |
| Palazzo Sitano                                    | 114           |                      |                                      |                                 |
|                                                   |               | 93                   | Palazzo Cammarata Testa              |                                 |
| Piazza Marina (Fontana del Garraffo)              |               |                      | Palazzo delle Finanze                |                                 |
| Palazzo della Gran Guardia                        | [ 10 ]        |                      | Chiesa di Santa Maria di Porto Salvo |                                 |
| Chiesa di San Giovanni dei Napoletani             |               | 39                   | Palazzo Vassallo                     |                                 |
| Piazza Marina                                     |               |                      | Chiesa di Santa Maria della Catena   |                                 |
| Palazzo della Zecca                               |               | 31                   | Archivio di Stato                    |                                 |
| Piazza Santo Spirito (Fontana del Cavallo Marino) |               |                      |                                      |                                 |
| Passeggiata delle Cattive                         |               |                      | Loggiato San Bartolomeo              |                                 |
|                                                   | Porta Felice  |                      |                                      |                                 |
| Foro Itálico                                      |               |                      |                                      |                                 |